# Cavanillesia hylogeiton
Cavanillesia hylogeiton är en malvaväxtart som beskrevs av Ulbrich. Cavanillesia hylogeiton ingår i släktet Cavanillesia och familjen malvaväxter. Inga underarter finns listade i Catalogue of Life.